# ガンドランダー 魔封の聖剣編
『ガンドランダー 魔封の聖剣編』（ガンドランダー まふうのせいけんへん）は、バンダイのガシャポンを中心とした玩具企画。「ガンドランダー」シリーズの第2作。

## 概要
前作『ガンドランダー 闇の黙示録編』から100年後の世界が舞台となっているが、前作のキャラクターも引き続き登場している。
主要登場人物のモチーフは主に『ガンダム・センチネル』『機動戦士ガンダム0080 ポケットの中の戦争』『モビルスーツバリエーション』のモビルスーツが用いられている。
また、前作で大きくアレンジされた名前からモチーフが分かりにくく、親しみにくかった反省から、多くのキャラクターの名前には明確にモチーフとなったモビルスーツの名前が残されるようになっている。

## あらすじ
ガンドランダー達によってサザバルガの野望は打ち砕かれ、彼らは神の力と"G"の称号を得て歴史に名を残した。
そして100年の年月が経った現在。ゴーンドランダー神殿では赤い盗賊団との戦いで孤児となっていたスペリオルランダー、アレックスランダー、ゼファードプラスの三人が暮らし、武術の修行に励む日々を送っていたのだが、ある日三人は喧嘩の弾みで神殿の奥に刺さっていた魔封（まふう）の聖剣を折ってしまい、封印されていたガンマドラゴンを始めとする怪物達を目覚めさせてしまう。
ゴーンドランダーはガンドランダー達を呼び戻し、共に怪物達を食い止めようとするがその力はあまりにも大きく、全力をもってしても10日間が限界である事を悟り、スペリオルランダー達三人に新たな魔封の聖剣を作るための三つの素材の入手を命じた。三人は素材がある地に向かって、それぞれ旅立つ。

## 登場人物
括弧内はモチーフとなった兵器・キャラクター。ただし、モチーフについて公式には発表されていないので諸説ある。

### ラーカイラ村
スペリオルランダー（Sガンダム）
本シリーズの主人公。ゴーンドランダーの元で修業を積む戦災孤児。魔封の聖剣を復活させる為のアイテム、魔封の爪を探す旅に出る。雷王剣（らいおうけん）を所持し、敵の攻撃をはね返す必殺技、竜巻返し（たつまきかえし）を剣から放つ。
SDガンダム BB戦士No.82。
スペリオルランダーSF
スペリオルランダーシルエットファイター。魔封の聖剣の発する光により、スペリオルランダーが変身した姿。空陸の敵に対し、絶大なる攻撃力と防御力を備えた、天魔の剣と盾を所持する。

### ガンドランダー領
アレックスランダー（ガンダムNT-1）
ゴーンドランダーの元で修業を積む戦災孤児。魔封の聖剣を復活させる為のアイテム、魔封の角を探す旅に出る。爆王剣（ばくおうけん）を所持し、一撃で複数の敵を倒す必殺技、旋風斬（せんぷうざん）を剣から放つ。
元祖SDガンダムNo.89。
アレックスランダーSF
アレックスランダーシルエットファイター。魔封の聖剣の発する光により、アレックスランダーが変身した姿。陸上の敵に対し、絶大なる攻撃力と防御力を備えた、獅子の剣と盾を所持する。
ニューダッドランダー
前シリーズからの登場人物。全盛期と変わらない一撃を、ライオソードから繰り出す。

### ゼファードランダー領
ゼファードプラス（Ζプラス）
ゴーンドランダーの元で修業を積む戦災孤児。魔封の聖剣を復活させる為のアイテム、魔封の牙を探す旅に出る。空雷剣（くうらいけん）を所持し、光の様に貫き体内で炸裂させる必殺技、徹甲斬（てっこうざん）を剣から放つ。
ゼファードプラスSF
ゼファードプラスシルエットファイター。魔封の聖剣の発する光により、ゼファードプラスが変身した姿。空中の敵に対し、絶大なる攻撃力と防御力を備えた、龍王の剣と盾を所持する。

### ゴーンドランダー神殿
ニューゴーンドランダー（サイコガンダム）
前シリーズからの登場人物。若き頃、ダッドランダーと共にガンマドラゴンを封印した歴戦の勇士。「赤い盗賊団（レッドシーフ）」壊滅後は、スペリオルランダー達3人の孤児を戦士にすべく鍛えていた。ガンマドラゴンを10日間も食い止められる程の怪力を、老いてもなお保っている。

### フェニックスランダー神殿
フェニックスランダー
3人のシルエットファイターと神が究極の合体を遂げた最強の戦士。世界の平和の為に、ギガドラゴンとの最終決戦に臨む。邪悪なるものを封印出来る、魔封の聖剣の唯一の使い手。
元祖SDガンダムNo.90。

### その他
フォースランダー（ガンダム4号機）
フィフスランダー（ガンダム5号機）
シクスランダー（ガンダム6号機）
セブンスランダー（ガンダム7号機）
アクアガンドランダー（水中型ガンダム）
サードランダーFA（ガンダムMk-III）
ガンドランダーG（ガンダム）
ゼファードランダーG（Ζガンダム）
ツバードランダーG（ガンダムMk-II）
ツインゼファードG（ΖΖガンダム）
ネオガンドランダーG（Hi-νガンダム）
ネオガルザークFA（フルアーマー百式改）

### ザンテストーム島
ロードジオの治める島。島全体が砂漠化しており、そのため砂漠戦に長けた者が多い。
ロードジオ（ジ・O）
ザンテストーム島の領主で、魔封の爪を所有している。島にやってきたスペリオルランダーの無礼に怒り、一時戦闘となったが元々は善人である。
その後フィフスランダーが交渉の末、ゴーンドランダーより授かった「深緑の種」と交換という形で魔封の爪を渡し、力押しばかりが全てではないことを説いた。
ゴートアッシマー（アッシマー）
スラムガルスJ（ガルスJ）
スラムズサ（ズサ）
ロードジオの部下達、島内の神殿に突然やって来たスペリオルランダー達を侵入者と見なし戦いを挑む。サンドストームアタックという合体技を駆使する。

### ボンバーロック島
悪党達の巣窟と言われている島。周囲の海域は潮の流れが激しく、容易には近づくことは出来ない。
ロードゲーマルク（ゲーマルク）
ボンバーロック島に住み着くならず者達の首領で、魔封の角の所有者。
島にやってきたアレックスランダー達に襲いかかるも戦いに敗れ、魔封の角を渡すことになる。
ゴートバウ（バウ）
バウザーRジャジャ（R・ジャジャ）
バウザーザクIII（ザクIII）
バウザードーベン（ドーベン・ウルフ）
スラムゲルググJ（ゲルググJ）
スラムケンプファー（ケンプファー）
ボンバーロック島に住む戦士達。

### バーラジャンゲル島
ロードクインマンサの治める島。西の沼地に住み着いた海賊達に悩まされている。
ロードクインマンサ（クイン・マンサ）
バーラジャンゲル島の女領主で、魔封の牙の所有者。怪力と念動力を持ち、威勢がよく分け隔てのない性格のために島の仲間からの人望も厚い。
ゼファードプラス達には海賊退治と引き替えに魔封の牙を渡すという取引を持ちかける。
バウザーハンマ（ハンマ・ハンマ）
ゴートバイアラン（バイアラン）
スラムバーザム（バーザム）
ロードクインマンサの部下達。
ジーフアッグガイ（アッグガイ）
ジーフカプール（カプール）
ジーフプロトゴッグ（プロトタイプゴッグ）
アンフィー族の戦士達。海賊として島の沼地を毒で覆い尽くそうとしている。

### ガンマドラゴン
ガンマドラゴン（ガンヘッド）
大昔にダッドランダーとゴーンドランダーが封印した怪物。スペリオルランダー達3人が魔封の聖剣を折ってしまった事で復活を果たす。妖力を口から発して手下の怪物を召喚し、怪力で相手を圧倒する。
アルフドラゴン
ガンマドラゴンの前部分が分離した状態の怪物。爆炎を口から吐き、大地のあらゆるものを焼き尽くし暴れまくる。
ベータドラゴン
ガンマドラゴンの後部分が分離した状態の怪物。飛行能力を持ち、上空からガトリング爆炎を発して大地を火の海に変えていく。
ギガドラゴン
ガンマドラゴンが手下の怪物達を吸収した最終形態で究極の悪の化身。ゲライローダーとドラゴローダーに分離出来る。同じ箇所を斬りつけられた者を石化させてしまう邪悪なる剣、冥王剣（めいおうけん）を所持する。
ゲライローダー
ギガドラゴンが分離した姿の1つ。フェニックスランダーを倒すべく、空中からの急降下攻撃を仕掛ける。素早い飛行能力で近づき、剃刀の様に鋭い翼で斬りつける。
ドラゴローダー
ギガドラゴンが分離した姿の1つ。フェニックスランダーを倒すべく、大きな岩山をいとも簡単に砕く程の強烈な体当たり攻撃を仕掛ける。
ザウラーグラブロ（グラブロ）
ザウラービグザム（ビグ・ザム）
ザウラービグロ（ビグロ）
ザウラーブラウブロ（ブラウ・ブロ）
ザウラーファイター（エルメス）
ガンマドラゴンに操られ、配下となってしまったザウラー一族。
プロトスサイコ（プロトタイプサイコガンダム）
エコノスサイコ（量産型サイコガンダム）
ガンマドラゴンに操られ、配下となってしまった巨人族。